# Aloe agrophila
Aloe agrophila é uma espécie de liliopsida do gênero Aloe, pertencente à família Asphodelaceae.